# Fraternisierung (Krieg)
Als Fraternisierung, auch Fraternisation (Verbrüderung von lateinisch frater: „Bruder“), wird im Krieg bzw. in der Besatzungszeit die Zusammenarbeit von Soldaten einander feindlich gesinnter Kriegsparteien oder zwischen Besatzungssoldaten und der einheimischen Bevölkerung bezeichnet. Oft ist die Fraternisierung den Soldaten durch die militärische Führung verboten.
Fraternisierung hat daher oft militärrechtliche Konnotationen, im Gegensatz zum Begriff der Verbrüderung, der auch die Zusammenarbeit mehrerer Individuen, Personenverbünde und Staaten in Phasen des Friedens meint.

## Theorie zur Fraternisierung
Die Verbrüderung ist nach der Ansicht des Politikwissenschaftlers Robert Axelrod eine Form der Kooperation. In seinem 1984 im englischen Original erschienenen Werk Die Evolution der Kooperation schreibt er, dass aus modellierter spieltheoretischer Sicht die Fraternisation einem iterativen Gefangenendilemma gleicht, da kleinere örtlich begrenzte Einheiten in ruhigeren Frontabschnitten des Stellungskriegs im Ersten Weltkrieg idealisiert als Spieler betrachtet werden können. Durch die längere zeitliche Bindung der gegnerischen Einheiten an einem Frontabschnitt kommt es zur mehrfachen Interaktion der Soldaten (als Spieler betrachtet), was zur Anwendung von bedingten Strategien führt, die im Fall eines einmaligen Ereignisses nicht auftreten würden. Waffenruhe ist für Axelrod der Zustand, der zur Verbrüderung im Krieg führt. Diese Situation ergibt sich durch innere Faktoren wie die gleichzeitige Einnahme von Mahlzeiten, Zeichen zwischen den Gegnern und durch äußere Faktoren wie Zurückhaltung infolge von Schlechtwetterperioden. Eine gleichartige Gegenaktion auf eine Aktion zwischen den Soldaten als Vergeltungsmaßnahme behindert Fraternisierung, weshalb sich als passives Verhalten der Einheiten und Soldaten ein Verzicht darauf ergibt. Es gilt eine „Auge-um-Auge“-Situation, die nach Axelrod im Englischen als „Tit for Tat“ bezeichnet wird. Diese zwingt die handelnden Soldaten, ihrem eigenen Überlebenswillen nach, zur Passivität. Darüber hinaus wird Verzicht dadurch aufrechterhalten, dass die Möglichkeit einer überproportionalen Gegenreaktion durch Demonstration des Potenzials aufgezeigt wird. Das Prinzip „zwei für einen“ oder „drei für einen“ ist die Antwort auf unakzeptable Maßnahmen des Feinds. So wird eine Überreaktion gehemmt.

## Fraternisierungsverbote aus verhaltensbiologischer Sicht
Nach humanethnologischer Bewertung durch den Verhaltensforscher Irenäus Eibl-Eibesfeldt schwächt sich bei „persönlicher Bekanntheit die Aggressivität deutlich ab. Daher werden im Krieg auch immer Gesetze gegen Verbrüderung erlassen, die verhindern sollen, dass die Gegner einander persönlich kennenlernen und auf freundliches Verhalten umschalten.“

## Fraternisierung während des Ersten Weltkrieges

### Situation
Die Förderung des Angriffsgeists war für die Stäbe wichtig. Die Alliierten verfolgten eine Zermürbungsstrategie (engl. War of Attrition – ‚Stellungskrieg‘), die für sie durch gleiche Verluste auf beiden Seiten zu einem Nettogewinn führen sollte, weil früher oder später die deutschen Kräfte zuerst erschöpft wären. Der Erste Weltkrieg war auf Ebene der Staaten ein Nullsummenspiel, in dem Gewinn für die eine Seite den Verlust der anderen zur Folge hatte. Auf lokaler Ebene führte dies jedoch zu wechselseitiger Zurückhaltung. Bereits 1914, nach dem Erstarren des Bewegungskriegs zu einem Stellungskrieg, kam es zu Fraternisierung.
Bis Weihnachten 1914 entstand eine „ausgedehnte“ Verbrüderung. Die zeitgleiche Einnahme von Mahlzeiten bedingten zu Anfang Waffenpausen (kurzzeitige Waffenruhe), die beispielsweise durch Luftschüsse kommuniziert wurden. Darüber hinaus gab es Zeichen, die Bereiche des Schlachtfelds von Kampfhandlungen ausnahmen. Ein Augenzeuge berichtete: „In einem Abschnitt war die Zeit von acht bis neun Uhr morgens »Privatangelegenheiten« gewidmet und bestimmte durch einen Wimpel gekennzeichnete Stellen galten für die Scharfschützen beider Seiten als verboten.“ Die Verbrüderung nahm kurzzeitig sogar unerwartete Formen an. Es wurde beispielsweise zwischen Briten und Deutschen Fußball gespielt.
Auffällig war die Verbrüderung zur Weihnachtszeit. Bereits zu Weihnachten 1914 fraternisierten Tausende deutsche mit englischen, französischen und belgischen Soldaten. Ebenso wiederholten sich derartige Szenen 1915 sowie insbesondere an den Neujahrstagen von 1915 und 1916. Es wurden Tabak, Getränke oder Essen im „Niemandsland“ ausgetauscht.
Großen Umfang nahmen die Soldatenverbrüderungen zwischen deutschen und russischen Soldaten an der Ostfront nach der Februarrevolution von 1917 und vor allem nach der Oktoberrevolution an. Einen erheblichen Anteil daran dürfte die Friedensagitation der Bolschewiki gehabt haben, was von der Geschichtswissenschaft der DDR und der UdSSR als Beweis für die Massenwirksamkeit bolschewistischer Agitation bewertet wurde.

### Mittel gegen die Fraternisierung

Deutsche und britische Truppen während des Weihnachtsfriedens

Gegen die Verbrüderung wurden Propagandamittel eingesetzt. Z.B. in Deutschland im Zuge des Vaterländischen Unterrichts. Nachrichten über erfolgte Fraternisierung wurden von der Zensur unterdrückt. Daneben gab es das ausdrückliche Verbot der Verbrüderung.
Den schon 1914 entstandenen offenen Waffenruhen wurde von der Führung der Kriegsparteien entgegengewirkt. Militärische Befehle sollten klarstellen, dass Soldaten „in Frankreich waren, um zu kämpfen, und nicht, um mit dem Feind zu fraternisieren (Fifth Battalion the Camaronians 1936, 28)“. Zudem gab es Kriegsgerichte, die Soldaten bis hin zu ganzen Bataillonen aburteilten. Aufgrund der Gegenmaßnahmen der Stäbe sank die Zahl der Fraternisierungen. Während der Kriegszeit interessierte die Soldaten und auch die Bevölkerung das Schicksal der durch den Vollzug der Todesstrafe Gerichteten. Dies führte bis hin zu Debatten im Parlament. Manche Erschießungen wurden als Justizirrtümer eingestuft und „korrigiert“.
Propaganda wurde unsystematisch und „instinktiv“ zur Weihnachtszeit betrieben. Durch „kritisch-kämpferische“ Weihnachtsgedichte wurden die Soldaten jedoch kaum motiviert, da sie die Realität des Krieges kannten. Ein weiteres Mittel war die inszenierte »Weihnachtsfeier im Felde«, an der im Idealfall Wilhelm II. höchstselbst teilnahm.
Durch die 1916 in der Brussilow-Offensive erstmals angewendete Taktik der Stoßtruppen – kurze Feuerüberfälle durch Artilleriebeschuss, gefolgt von einem Infanterieangriff – wurde das bis dahin praktizierte Verhalten geändert.
Wegen gemehrter Schilderungen der Art: „Es gibt Stellungen, in denen man mit den Deutschen schwatzt. Sie zeigen uns Fotos und fassen uns bei der Hand, aber nicht, wenn Offiziere dabei sind, da dies streng verboten ist, – selbst eine Unterhaltung“ erging eine erste Weisung am 4. Dezember 1917 an die Armee zum Verbot solcher Begegnungen, die von Henri Philippe Pétain unterzeichnet wurde. Eine weitere Weisung folgte am 29. Januar 1918.

### Besatzungszeit in Deutschland
Rund 500 Kinder entstanden aus Beziehungen zwischen weißen deutschen Frauen und schwarzen französischen Kolonialsoldaten, die bei der Rheinlandbesetzung zum Einsatz kamen. Die Kinder werden auch als „Brown Babies“ bezeichnet. Die Ablehnung der deutschen Bevölkerung gegenüber den Kindern in den 1920er Jahren und später charakterisiert der Topos „Rheinlandbastard“ (siehe auch: Mulatte).

## Fraternisierung während des Spanischen Bürgerkrieges

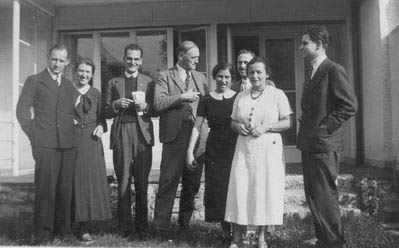
Komitee des Internationalen Zivildienstes 1936; die Mitglieder setzten sich für die Rettung gefährdeter Kinder ein

### Situation
Im Spanischen Bürgerkrieg zwischen Juli 1936 und April 1939 kam es zum Umsturz. „Der Aufstand in Spanien war ausschließlich auf endogene Ursachen zurückzuführen.“ Der rechtsgerichtete General Francisco Franco putschte gegen die Spanische Republik. Demgegenüber kämpften Freiwillige der Kommunistischen Internationale für eine kommunistische spanische Republik. Diese sind bekannt als Internationale Brigaden.
Im Zuge des Mitleids wurden in verschiedenen Ländern Flüchtlinge aus Spanien aufgenommen, wobei die Zahlen unterschiedlich ausfallen. Nach Huge Thomas lebten im Juli 1939 etwa 352.000 spanisch-republikanische Flüchtlinge in der Emigration, davon 200.000 in französischen Lagern, 150.000 in Lateinamerika und es kehrten nach dem Krieg von diesen 50.000 zurück. Das Schicksal der Waisenkinder führte zur Fraternisierung und wurde politisch propagandistisch ausgenutzt.

### Fraternisierung mit den Internationalen Brigaden
Die Interbrigaden wurden ab dem 9. Oktober 1936 aufgestellt. Militärischer Befehlshaber der XI. Internationalen Brigade wurde Manfred Stern (General Kleber). Es kam unter dem kommunistisch gesinnten Bevölkerungsteil zur Verbrüderung mit den Internationalen Brigaden, wie etwa den Parteimitgliedern der spanischen kommunistischen Partei PCE. Das Militärwesen der spanischen Republik wurde von den Kommunisten und den politischen Kommissären der Sowjetunion aufgrund der Waffenlieferungen völlig dominiert. Die genaue Zahl der sowjetischen Fachleute wird mit maximal 2150 angegeben, wobei sich zu keiner Zeit mehr als 800 sowjetische Fachleute in Spanien aufhielten. Insgesamt kämpften rund 40.000 Interbrigadisten im Spanischen Bürgerkrieg.
Zur Verbrüderung gehörten auch Liebschaften und sexuelle Abenteuer zwischen Spaniern und den Frauen aus dem Ausland. So schlossen, vor der Rückkehr nach Hause, von 70 bis 80 US-amerikanischen Interbrigadistinnen sieben eine Ehe mit einem Spanienkämpfer. Ebenso gab es Schwangerschaften der Frauen in Beziehungen.

### Fraternisierung mit dem Deutschen Reich, Italien und Portugal

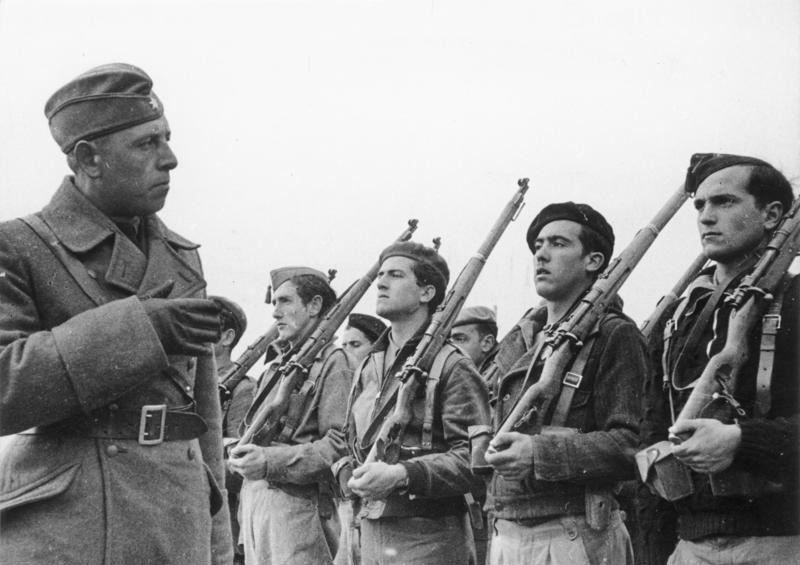
Deutscher Offizier der Legion Condor bei der Ausbildung von Offiziersanwärtern der Putschisten

Franco ging zu Beginn des Konflikts auf die angebotene Unterstützung des seit 1933 nationalsozialistischen Deutschen Reiches ein. Im Rahmen dieser Hilfeleistung wurde Kriegsgerät an die Putschisten geliefert und militärisch-personelle Beratung gewährt. Neben dem Deutschen Reich engagierte sich auch das Königreich Italien unter Benito Mussolini am Konflikt, auf Seiten der Putschisten, zu Anfang stärker als Hitler. Ab dem 28. August 1936 wurde das Verbot der aktiven Kampfbeteiligung aufgehoben und im November 1936 ein geschlossenes Luftwaffenkorps von 4.500 Mann aus Deutschland nach Spanien verlegt. Unter wechselndem Oberbefehl beteiligte sich das eingesetzte Kontingent, benannt in „Legion Condor“, bis zum Sieg der franquistischen Truppen am Bürgerkrieg.
Das Vertrauen und die Wertschätzung führten zu einer Verbrüderung der aufständischen Spanier mit dem ersten Befehlshaber Hugo Sperrle, den man „nur schweren Herzens ziehen ließ“. Die 19.000 sogenannten „Freiwilligen“ – im Rotationsverfahren von neun Monaten eingesetzte Soldaten – teilten eine Verbundenheit mit den spanischen Partnern im Kampf gegen den Kommunismus, was nicht zuletzt in Veteranenvereinen nach dem Ende des Zweiten Weltkrieges Widerhall fand. Wie weitreichend diese Verbundenheit ging, ist ersichtlich in den begeisterten Begrüßungen der spanischen Truppenteile auf dem Schlachtfeld, für die deutschen Soldaten durch Ausrufe wie «Viva Alemania» oder «Viva el Führer». Straßen wurden in Alemania benannt und die deutsche Flagge wehte zusammen mit der portugiesischen und der italienischen in manchen Vorgärten. Zahlreiche Bürger beteiligten sich an Unterschriftensammlungen für Danksagungen an den „großen Helfer aus dem Norden“. Unter dem Vorsatz der Hilfe für spätere Fälle, wurden Verträge zur Festigung der „freundschaftlichen Beziehungen“ zwischen dem Deutschen Reich und Spanien geschlossen.

## Fraternisierung während des und unmittelbar nach dem Zweiten Weltkrieg
Während des Zweiten Weltkrieges kam es zu verschiedenen Formen der Fraternisierung. „Kollaboration“ ist in der europäischen Okkupationsforschung der allgemein anerkannte technische Terminus geworden für den modus vivendi, der in den okkupierten Ländern zwischen den dortigen Regierungen, bzw. Verwaltungen und der Besatzungsmacht geschaffen wurde. „Kollaboration“ ersetzt in der jüngeren Zeit mit spezifischer Bedeutung, die bisher benutzten Begriffe „Zusammenarbeitspolitik“ oder „Verhandlungspolitik“. Der Übergang zur Verbrüderung, insbesondere bei ideologischer Verbundenheit, gestaltet sich fließend.

### Situation in den durch das Deutsche Reich besetzten westlichen Gebieten
Die nationalsozialistische Sozialpolitik in der Kriegszeit war von der Vorstellung über die Geschlechterverhältnisse bestimmt, also eine Versorgung der Familie der Wehrmachtsoldaten. Der Staat subventionierte den Familienunterhalt. Dies sollte Loyalität zum Regime und die Zustimmung der Bevölkerung zum Krieg erzeugen, erwies sich aber als Hemmnis für die Mobilisierung weiblicher Arbeitskräfte ab 1940. Nonkonformes Verhalten, das gegen die rassenpolitischen Grundsätze des Regimes verstieß, wie Beziehungen zu Kriegsgefangenen und Zwangsarbeitern oder vermeintliche „Asozialität“, wurden bestraft und der Familienunterhalt entzogen. Je nach Schwere wurde auch mit Einweisung in Konzentrationslager oder Todesstrafe sanktioniert.
Um die Verbrüderung zu verhindern, sollten die ausländischen Freiwilligen der deutschen Streitkräfte in eigene Wehrmachtsbordelle gehen. In der Praxis wurde diese Regelung nicht immer durchgeführt. Die Spanne zwischen ideologischer Norm und sozialer Realität bestätigte sich, wenn untergebene Stellen mitunter abweichend von Befehlen ihrer Vorgesetzten agierten. Persönliche Kontakte, die nicht von der Wehrmachtführung kanalisiert und reguliert werden konnten, wurden unterbunden. Die Verbreitung von Geschlechtskrankheiten sollte verhindert werden. Wehrmachtangehörigen mit Geschlechtskrankheiten drohte eine Urlaubssperre.
Bedenken aus „rassenpolitischen“ Gründen gegen den Kontakt mit der Zivilbevölkerung gab es, im Gegensatz zu Osteuropa, in Belgien, Holland, Nordfrankreich, Dänemark und Norwegen nicht, jedoch wurde „Fraternisierung“ von den nationalsozialistischen Machthabern abgelehnt. Am 19. April 1939 erließ Heinrich Himmler das „Verbot des Geschlechtsverkehrs mit Frauen einer andersrassigen Bevölkerung.“ Am 20. Januar 1942 wurde der Befehl erweitert, als es nun hieß, dass dieser sich „nur auf die besetzen russischen Gebiete“ beziehe. Somit verbot sich der sexuelle Kontakt mit Frauen in den besetzten Gebieten für Angehörige der SS-Organisationseinheiten, wie etwa der Waffen-SS oder dem „Lebensborn e. V.“. Gegenüber Arbeitskräften aus Estland und Lettland sprach sich Himmler im September 1943 dafür aus, das Verbot aufzuheben. Bei Angehörigen der baltischen Staaten machte er Unterschiede und verfügte, dass das Verbot für Litauer und Litauerinnen aufrechterhalten blieb.

#### Benelux

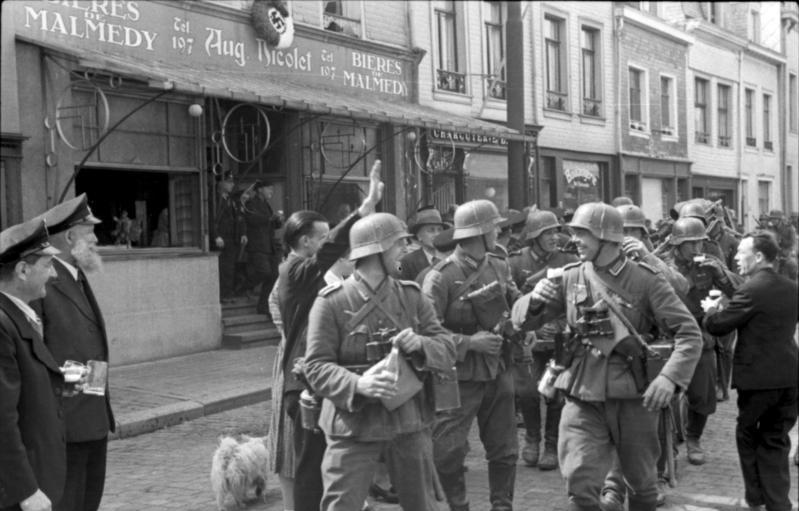
Begrüßung der einrückenden deutschen Soldaten durch die Bevölkerung in Belgien

Während des Zweiten Weltkrieges standen die Beneluxländer vom 10. Mai 1940 bis zum 5. Mai 1945, unter deutscher Besatzung. Der Westfeldzug gilt heute als weitgehend „sauberer“ Krieg. Entgegen den Befürchtungen aus den Erfahrungen des Ersten Weltkrieges wurde die Zivilbevölkerung wenig in Mitleidenschaft gezogen. Nach dem Waffenstillstand „kümmerten sich die Deutschen sogar mit Nachdruck um eine geregelte Rückkehr der Flüchtlinge in ihre Heimat“. Das Deutsche Reich war darum bemüht, die rund 8,8 Millionen Niederländer auf ihre Seite zu ziehen, indem der zivile Reichskommissar Arthur Seyß-Inquart eingesetzt wurde, der mit den niederländischen Nationalsozialisten zusammenarbeitete. Eine um 1930 entstandene faschistische Organisation in Belgien, die Rexisten unter der Führung des wallonischen Populisten Léon Degrelle als katholisch-wallonische Bewegung, fraternisierte mit der nationalsozialistischen deutschen Besatzern in Belgien.
Vor der Besatzung war die Arbeitslosigkeit in den Niederlanden hoch. Niederländische Industrielle und Beamte der Wirtschaftsbürokratie unternahmen Schritte in Richtung einer wirtschaftlichen Kooperation mit den Besatzern. Schon im Juli 1940 arbeiteten zehntausende Niederländer für deutsche Projekte. 100.000 Niederländer waren bis 1940 weitgehend freiwillig ins Deutsche Reich zur Arbeit gegangen. Aus Belgien kamen bis Sommer 1941 189.000 Arbeitskräfte freiwillig. Das Deutsche Reich wurde unter „verstärkter Zusammenarbeit“ zu einem Handelspartner, trotz aller Schwierigkeiten vor dem Krieg, weil nicht zuletzt die Abtrennung vom Weltmarkt und den Kolonien kompensiert werden musste. In den Jahren 1940/41 brachte die Kollaboration der Wirtschaft eine „Hochkonjunktur“, welche erst mit der Eingliederung in die deutsche Kriegswirtschaft unter Albert Speer zurückging.
In den Niederlanden wurde ab Mai 1940 für das Waffen-SS-Regiment „Westland“ geworben, welches zu Jahresende 4814 Niederländer umfasste. Auch flämische Nationalisten in Nordbelgien meldeten sich freiwillig zur Waffen-SS. Im Verlauf des Zweiten Weltkrieges dienten rund 40.000 Niederländer in der Waffen-SS und bildeten das größte nichtdeutsche Kontingent. Diese vergleichsweise hohe Zahl wurde politisch propagandistisch ausgenutzt.

#### Dänemark

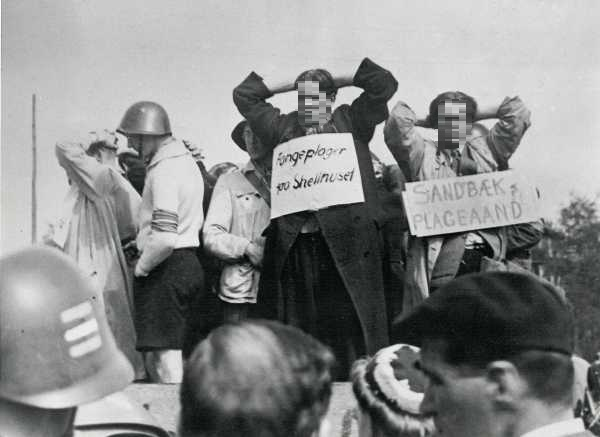
Zur öffentlichen Demütigung durch dänische Widerstandskämpfer vorgeführte Helfer der Gestapo

Während des Zweiten Weltkrieges stand Dänemark, vom 9. April 1940 bis zum 5. Mai 1945, unter deutscher Besatzung. Nach Warring: Anders als bei seinen übrigen Besatzungsregimen in Europa „hatte sich Deutschland gegenüber Dänemark bei dessen Kapitulation gerade zu jener Verbindlichkeit verpflichtet, die mit dem jus ad bellum im Grunde ausgeschlossen war: der Wahrung der territorialen und staatlichen Integrität des Landes, damit zur Nichteinmischung in innere Angelegenheiten“. Aber diese Form der Besatzungsherrschaft wurde zunehmend ausgehöhlt und 1943 offen zugunsten direkter Eingriffsmöglichkeiten aufgegeben. Die Politik der Zusammenarbeit mit der deutschen Besatzung wurde von der überwiegenden Mehrheit der Dänen befürwortet, auch wenn keine Sympathie für die Deutschen bestand. Es gab Vorbehalte gegen die deutsche Besatzung, jedoch forderte die Regierung die dänischen Beamten zur Pflege gesellschaftlichen Umgangs auf. Dies lag unter anderem daran, dass die Alliierten die dänische Souveränität nicht beachteten und die Besetzung der Färöer-Inseln, Islands und Grönlands vornahmen, gegen den Protest der Regierung, hingegen für die Deutschen die Besetzung „friedlich“ sein und bleiben sollte.
Hohe Arbeitslosigkeit hatte Dänemark in den Vorjahren belastet. Durch die Besatzung wurden zahlreiche Arbeitsplätze geschaffen. Während dieser Zeit vereinbarte der deutsch-dänische Ausschuss für Handelsabkommen eine Kooperation für dänische Leiharbeiter in Deutschland. Bis 1941 wurden 64.000 dänische Staatsbürger angeworben. Insgesamt fanden 80.000 bis über 100.000 Dänen Arbeit in Deutschland.
Bereits im Mai 1940 begann die Werbung für die SS-Standarte Nordland, in der Dänen und Norweger kämpften. Am 29. Juni 1941 wurde das Freikorps Danemark ausgehoben, in dem Freiwillige dienten, die vom Dienst freigestellt wurden sowie Ausreisegenehmigung erhielten, um im Ausland für das Deutsche Reich zu kämpfen. Diese Einheiten operierten nur an der Ostfront.
Nach Warring wurden die Grenzen zwischen Öffentlichkeit und Privatheit überschritten, weil beide Beteiligten „nolens volens“ in einer Doppelfunktion agierten: Sowohl der Soldat als auch die Frau seien Privatperson und Besatzer bzw. „Fraternisierende“ in einem gewesen. Trotz der Steigerung von Partisanenaktion zu Ende des Krieges gab es selten negative Berichte über Dänen von deutschen Soldaten. So schreibt der Wehrmachtsarzt Georg Pawlowski: „In Punkto Fraternisieren möchte ich noch ergänzen, dass während der Besetzung eine stark freundschaftliche Verflechtung der deutschen Soldaten mit der dänischen Zivilbevölkerung herrschte.“ Eine durch und durch feindselige Haltung der dänischen Bevölkerung, die nach der Kapitulation unter den Dänen vorherrschend war, relativiert sich durch die hohe Zahl an Kindern aus Beziehungen zwischen Deutschen und Däninnen. Bereits zum 5. Dezember 1940 schreibt der Reichskommissar Wilhelm Redieß an Himmler, dass nach Gespräch mit dem Flugbereichskommandanten im dänischen Aalborg auf 48.000 Einwohner und 4.000 deutsche Luftwaffensoldaten 800 Schwangerschaften gemeldet wurden. Hingegen schätzt Havrehed die Zahl der deutsch-dänischen Kinder auf etwa 400–500. Es wurden nach der Kapitulation diese Frauen ohne Rechtsgrundlage und ohne Rechtsschutz öffentlich angeprangert und gedemütigt.

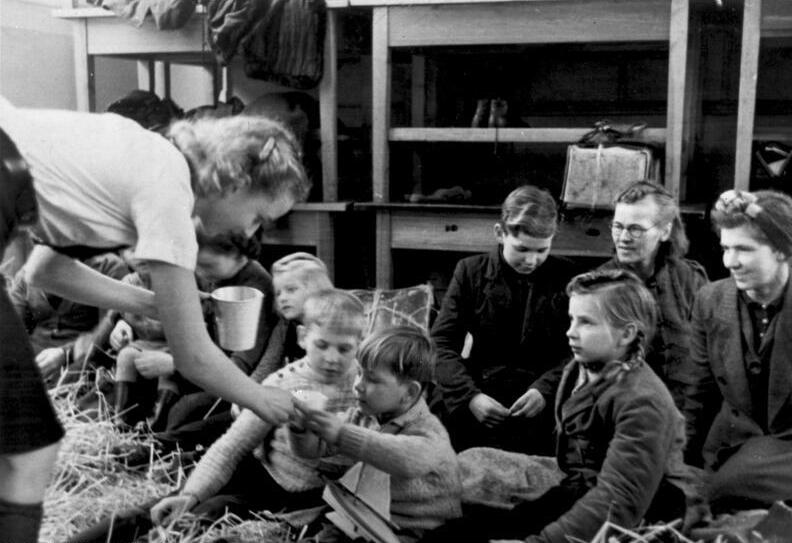
Flüchtlinge aus den deutschen Ostgebieten werden am 12. Februar 1945 in einer vorläufigen Sammelstelle in Dänemark versorgt

Nach dem Vorrücken der Roten Armee wurden auf Befehl Hitlers ab Februar 1945 Hunderttausende Menschen vor allem aus Hinterpommern, Danzig sowie West- und Ostpreußen über die Ostsee in Sicherheit gebracht. Die dänischen Behörden lehnten Hilfe ab. „Bei den Verhandlungen nahmen die dänischen Beamten mit Unterstützung der führenden Politiker […] eine klare Haltung ein. Bei der Einquartierung und Verpflegung der Flüchtlinge sollte den Deutschen nicht geholfen werden. Sie sollten im Gegenteil gezwungen werden, Beschlagnahmungen vorzunehmen und Bezugskarten für Lebensmittel zu requirieren.“ Am 9. Februar 1945 kamen die ersten Flüchtlinge mit den Flüchtlingsschiffen in Kopenhagen an. Es wurden Schulen, Hotels und Sportanlagen für ihre Aufnahme requiriert. Auf die Ankommenden wurde unterschiedlich reagiert. Es gab Angst und Zurückhaltung auf Grund schlechter Erfahrung. Die Dänen wussten um die Racheakte der Widerstandskämpfer, wenn sie Kontakte zu Flüchtlingen hielten.
Nach der bedingungslosen Kapitulation der Wehrmacht wurde durch den britischen General Dewing mit der Heeresführung das Schicksal der deutschen Soldaten in Dänemark geklärt. Bis auf Kranke und Verletzte marschierten die Streitkräfte in Zügen zurück ins deutsche Gebiet. So verließen bis zum 29. Juli 1945 257.617 Soldaten das dänische Territorium. Auf dem Rückmarsch der deutschen Truppen gab es keine Belästigungen, oft aber kleine Geschäfte zwischen Soldaten und Dänen. Beispielsweise wurden Waffen gegen Lebensmittel getauscht.
Die Flüchtlinge kamen zur Inhaftierung in Lager. Für Dänen, die nicht in der Lagerverwaltung zwangsläufig mit den Flüchtlingen Kontakt hatten, war jeder Umgang mit den Internierten sowie der Aufenthalt an den Begrenzungszäunen verboten. An den Lagern standen Warnschilder, die bei Übertretung Strafen androhten. Entsprechende Warnungen in deutscher Sprache gab es innerhalb der Lager. Im Ordnungsreglement für deutsche Flüchtlinge des Kgl. Dänischen Arbeits- und Sozialministerium vom Juli 1945 war beispielsweise unter Punkt 21 angeordnet: „Flüchtlinge dürfen sich nicht an offenen zur Straße gelegenen Fenstern aufhalten.“

#### Frankreich

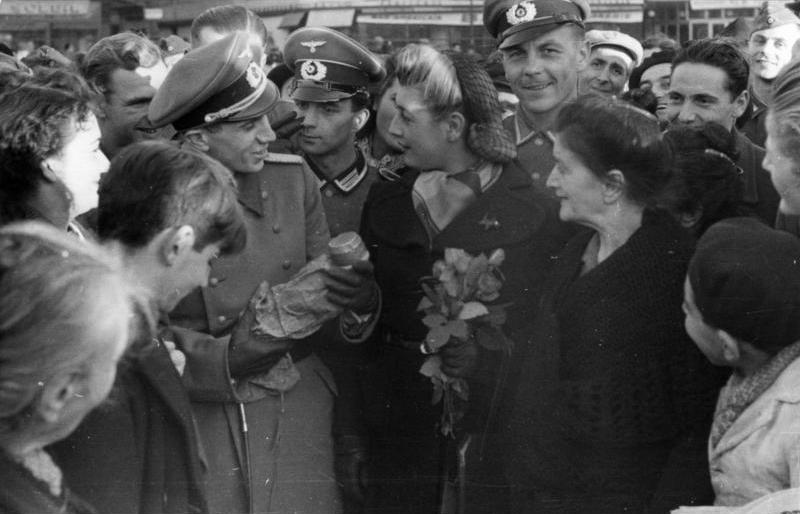
Deutsche Soldaten unter einheimischen Marseillais

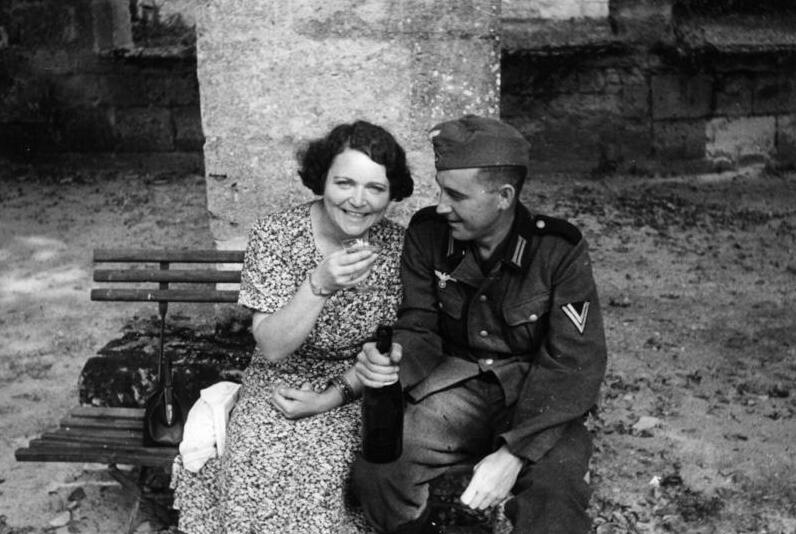
Deutscher Soldat mit einer Zivilistin Sekt/Champagner trinkend

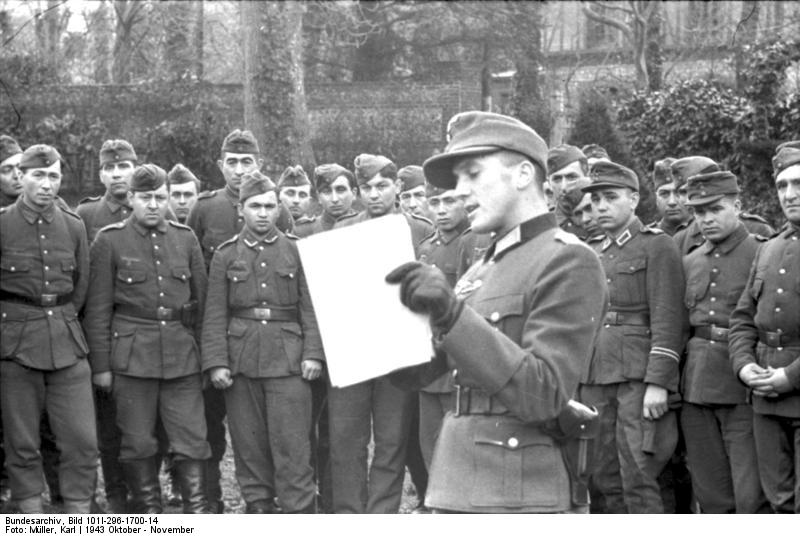
Offizier vor Gruppe ausländischer Soldaten der Wehrmacht

Für die „Festung Europa“ wurden zum Bau des „Atlantikwalls“ Arbeitskräfte gesucht. Einheimische Zivilisten hatten für die Organisation Todt Bautätigkeiten als Zwangsarbeit auszuführen. Später kam der Service du travail obligatoire (STO) hinzu. Neben der Befestigung des Atlantikwalls wurde ab Oktober 1943 eine „Zweite Stellung“ zur „Küstenverteidigung in der Tiefe“ ausgebaut. Keitel stimmte dem Einsatz von Zivilisten auch hier beim Bau zu, legte aber Wert auf „angemessene Bezahlung“ und feste Arbeitszeiten. Außerdem durften die Franzosen nicht wahllos herangezogen werden, da man sonst negative wirtschaftliche und politische Rückwirkungen befürchtete. Die Truppe hatte sich mit ihren Forderungen zu mäßigen und sollte sich für die Gestellung der Arbeit „aus Zweckmäßigkeitsgründen nach der Zivilbevölkerung richten. »Missstimmung« war »von vornherein zu vermeiden«“. Wirtschaftliche Gesichtspunkte veranlassten die Deutschen, die Franzosen „sanft zu behandeln“, denn das Deutsche Reich sei „unter allen Umständen auf die freiwillige und gutwillige Mitarbeit der Franzosen angewiesen“. So beschäftigte die Wehrmacht im April 1944 etwa 350.000 Franzosen, in manchen Gegenden waren sogar mehr Zivilisten als Soldaten eingesetzt. Darüber hinaus waren bis Frühjahr 1942 etwa 185.000 zur freiwilligen Arbeit in Deutschland angeworben worden.
Leonardo Conti schrieb an Himmler am 29. Mai 1942, in Frankreich seien bisher 30.000 Kinder mit deutschen Vätern von Französinnen geboren worden. Auf französischem Staatsgebiet geboren, waren diese Kinder Franzosen, weshalb eine Möglichkeit der Einbürgerung der französischen Mütter, die Ehen mit deutschen Soldaten eingingen, gesucht wurde. Hitler stellte etwa 1943 seine Ablehnung klar, sofern sie unehelichen Ursprungs waren und damit nicht „stammesgleich Blutes“. Probleme bereitete diese Regelung des Reichsinnenministeriums, welches Hitlers Anordnung umsetzte, bei französischen Müttern, deren deutsche Männer vor Eheschließung starben.
Am 4. Februar 1943 kam es zu einem deutsch-französischen Abkommen über die Bedingungen der Evakuierung, weil es durch alliierte Bombardierungen der Hafenstädte Tausende zivile Opfer gab. Hierfür wurde die Zivilbevölkerung durch die Vichy-Regierung, die mit den Deutschen kollaborierte, aufgefordert, ins Landesinnere umzuziehen. Allgemein kam die Bevölkerung den meist auf Freiwilligkeit beruhenden Aufrufen nur selten nach. In Vorbereitung auf die Invasion entschied sich Eisenhower im Frühjahr 1944 dazu, das französische Verkehrssystem als Vorbereitung zu bombardieren. Damit sollten deutsche Truppenbewegungen gelähmt werden. Die französische Zivilbevölkerung wurde in Mitleidenschaft gezogen. Eine „Entfremdung mit unseren französischen Bundesgenossen“ wurde dabei in Kauf genommen.
Die Behandlung alliierter Kriegsgefangener blieb im Spektrum der Genfer Konventionen. Gefangene Gegner sollten „anständig aber hart“ behandelt werden, wie es etwa bei der 2. Panzer-Division lautete. Die 10. SS-Panzer-Division „Frundsberg“ hielt es ebenso mit britischen Kriegsgefangenen. Sowohl nutzlose Brutalität, als auch unnötige Verbrüderung sollten verhindert, mögliche Fraternisierungen der Frontsoldaten bereits im Keim erstickt werden, wie mehrere Anweisungen belegen. Private Unterhaltungen mit Gefangenen waren verboten. „Jeder Führer hat im Übertretungsfall sofort energisch einzuschreiten“, befahl die 17. SS-Panzergrenadier-Division „Götz von Berlichingen“. Zwar sind keine Verbrüderungen an der Front bekannt, doch konnten sich die gegnerischen Soldaten durchaus freundschaftlich begegnen. Die höfliche und anständige Behandlung hob etwa ein Soldat des Grenadier-Regiments 731 in seinem Tagebuch hervor, der Ende August 1944 in Gefangenschaft geriet. Im Gegensatz dazu stehen Aussagen zu „Plünderung“ der deutschen Soldaten bei Gefangenschaft.
Von allen Gefangenen in deutscher Hand nahmen die amerikanischen und britischen Soldaten zweifelsohne eine bevorzugte Stellung ein. Einen Beweis hierfür bietet der verbrecherische „Kugel-Erlass“ des OKW vom 4. März 1944. Er bestimmte, dass entflohene Kriegsgefangene bei Wiederergreifung dem SD zu übergeben wären. Ausgenommen hiervon waren jedoch Briten und Amerikaner. Überdies kam es im Laufe des Krieges – wenn auch eher sporadisch – mehrmals zum Austausch von Kriegsgefangenen zwischen den Westmächten und dem Deutschen Reich. Zu Anfang November 1944, auf Vermittlung des Internationalen Komitees des Roten Kreuzes, war dies auch mit der französischen Regierung unter de Gaulles möglich.
Mit der Befreiung durch die Alliierten kam es zu keinem überschwänglichen Empfang. Als Begründung hierfür führt man „das relativ friedliche Leben in der Normandie während der deutschen Besatzungszeit“ an, wo die Bevölkerung materiell nicht besonders stark in Mitleidenschaft gezogen worden sei. Die „gut gesinnte Bevölkerung steht unter dem Schutz der deutschen Wehrmacht“, hieß es in einem Aufruf des Militärbefehlshabers kurz nach Beginn der Kämpfe. „Repressalien sind zu vermeiden“, befahl selbst die gefürchtete 2. SS-Panzer-Division „Das Reich“. Theoretisch waren die deutschen Truppen von der militärischen Führung angewiesen, keine Beschlagnahmungen durchzuführen. Dieser Befehl wurde Mitte Juli durch Günther von Kluge für den gesamten Westraum erneuert. Bei Requirierung war die Feldkommandantur einzuschalten. Allein in der praktischen Umsetzung war dies oft nicht möglich, da der herrschende Mangel bei der Versorgung der deutschen Streitkräfte zum entgegengesetzten Handeln führte. Mit Zurückweichen des deutschen „Erbfeindes“ wurden die Alliierten zum Teil „sehr freundlich“ empfangen.

#### Norwegen

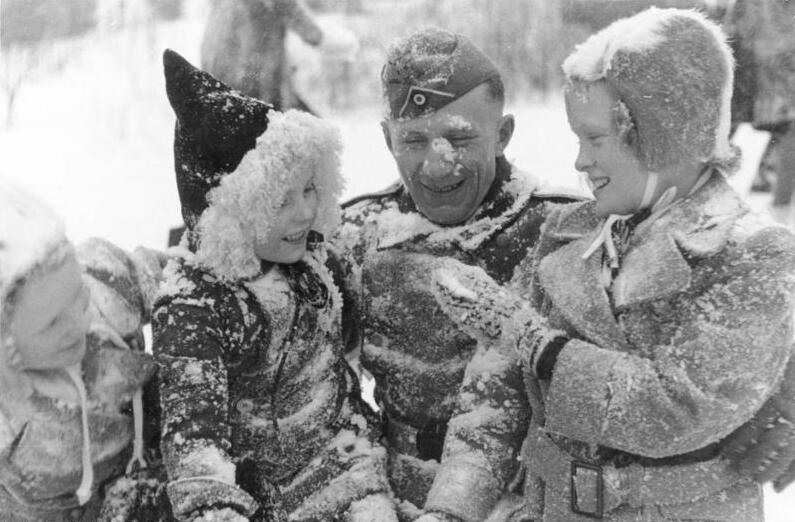
Soldat mit Kindern

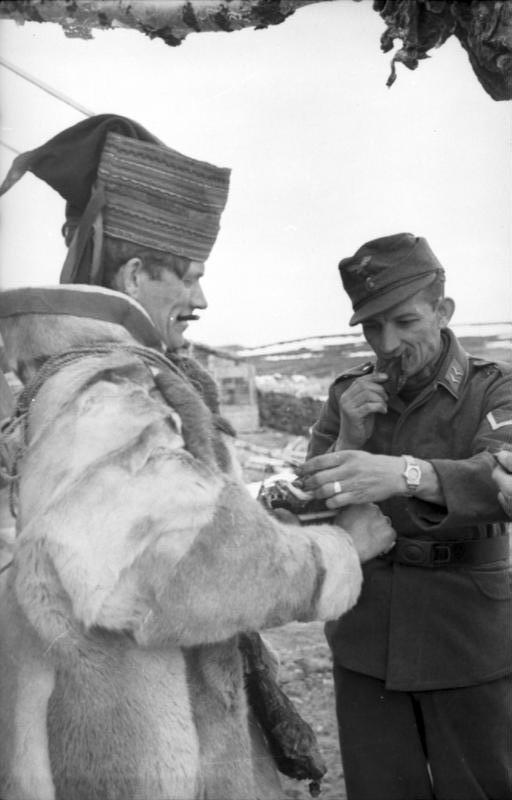
Deutscher Gefreiter der Luftwaffe probiert einheimisches Essen

Während des Zweiten Weltkrieges stand Norwegen, vom 9. April 1940 bis zum 8. Mai 1945, unter deutscher Besatzung. Am 10. April scheiterten die Verhandlungen zwischen dem Deutschen Reich und dem norwegischen König Haakon VII. und der legalen norwegischen Regierung, um eine angestrebte „Friedensbesatzung“. Der König und seine Regierung flüchteten auf ein britisches Kriegsschiff am 7. Juni 1940 und verließen Norwegen ins Londoner Exil. Die illegale Machtergreifung von Vidkun Quisling unterstützte die deutsche Regierung zu Anfang, erkannte jedoch schnell, dass er nicht zu halten war, im Rahmen des „Dogma der »legalen Revolution«“, und zwangen ihn, am 15. April 1940 zurückzutreten. Stattdessen richtete die Regierung Hitlers das Reichskommissariat Norwegen ein und beauftragte am 24. April 1940 Josef Terboven mit dessen Leitung.
Ökonomische und administrative Kooperation mit der Besatzungsmacht wurde eine selbstverständliche und allgemein akzeptierte Haltung. Deutschland wurde ab Herbst 1940 der wichtigste Handelspartner Norwegens, was beispielsweise zur Mitwirkung und Zusammenarbeit hinsichtlich der Pläne für einen Ausbau der norwegischen Aluminiumindustrie führte. Zahlreiche deutsche Bauvorhaben führten in Norwegen zu einem „Boom“, worauf es zwangsläufig zu Kontakt zwischen Norwegern und Deutschen kam. Im Oktober 1940 etwa waren in solchen Tätigkeiten schon 58.000 Norweger beschäftigt. Dies löste Verwerfungen auf dem Arbeitsmarkt aus, bei einer Gesamtbevölkerung von 2,9 Millionen, und führte zum Arbeitskräftemangel.
Die deutsche Besatzungstruppe hatte weniger Probleme mit dem einheimischen Widerstand, als mit der Sicherung der Nachschubtransporte und dem Schutz der langen, unübersichtlichen Küste. Der Arbeitskräftemangel führte zur Intensivierung der Anwerbung. Die Werbung für das Waffen-SS-Regiment „Nordland“ begann im Januar 1941 in Norwegen. Daraufhin traten freiwillig Norweger ein und wurden in der 5. SS-Panzer-Division „Wiking“ eingesetzt.
Etwa jede zehnte Frau zwischen 15 und 30 Jahren hatte engeren Kontakt zu Deutschen. Es sollen 40.000 bis 50.000 Norwegerinnen sexuelle Kontakte mit deutschen Angehörigen der Streitkräfte gehabt haben. Schon im Frühjahr 1941 wurden die ersten norwegisch-deutschen Kinder geboren, bis Ende 1942 stieg die Zahl auf 2524. Zur Betreuung der Mütter wurde im Besatzungsgebiet eine »Abteilung Mütterhilfe« aufgebaut, die eng mit der Lebensborn e. V.-Zentrale in München zusammenarbeitete. Die Mütter konnten in den Heimen des Lebensborn e. V. ihre Kinder bekommen. Für die Kinder gab es eine Erstlingsausstattung inkl. Kinderwagen, und die Frauen bekamen eine monatliche Unterhaltszahlung von 30 norwegischen Kronen (ab 1944 fünfzig Kronen). Aus den Beziehungen waren schätzungsweise 7600 bzw. 10.000 bis 12.000 Kinder hervorgegangen. Sofern es zur Heirat gekommen war, nach „eingehende[r] politische[r] und rassenpolitsche[r] Beurteilung“ der Braut sowie „dem Nachweis der arischen Abstammung“, konnten die Frauen in das „Altreich“ übersiedeln. Hierbei soll es neben freiwilliger Emigration auch zur Bedrängung, des Zuzugs zur Familie der SS- und Wehrmachtangehörigen, gekommen sein durch den Lebensborn e. V. Von der Gesellschaft wurden diese Deutschenmädchen zu Landesverräterinnen degradiert. In der Besatzungszeit kam es zu etwa 500 Eheschließungen zwischen Deutschen und Norwegerinnen.

### Situation in den durch das Deutsche Reich besetzten östlichen Gebieten

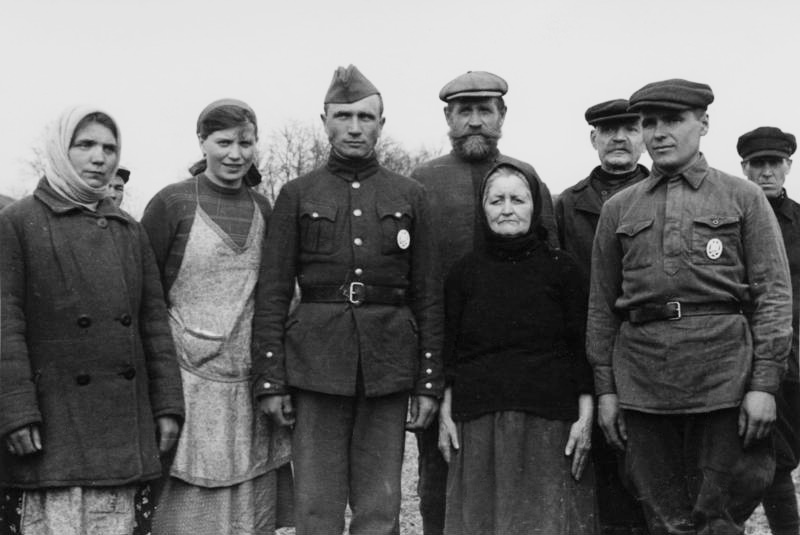
Russland, einheimische Freiwillige der Wehrmacht

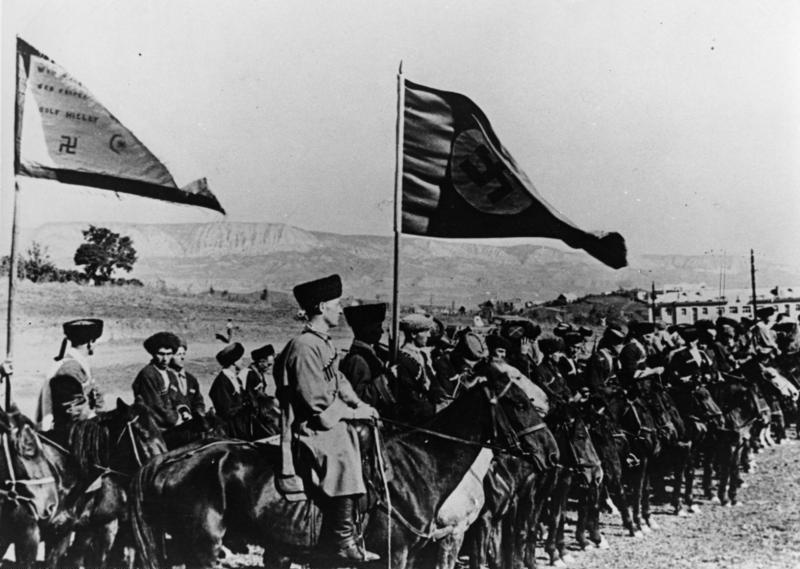
Kosaken in der Wehrmacht

Das Russlandbild der deutschen Gesellschaft war zwar nicht durchgängig negativ. Dies baute auf dem historisch verklärten gemeinsamen Kampf der Befreiungskriege und der langen Zusammenarbeit zwischen Preußen und Russland. Darüber hinaus gab es eine wechselseitige Faszination der radikalen Rechten der Weimarer Zeit und den Bolschewiki, die beide die Ablehnung polnischer Staatlichkeit teilten.
Große Unterstützung gab es zunächst in den westlichen Randgebieten des sowjetischen Vielvölkerstaats, da die Bereitschaft hierzu hoch war aufgrund der Erfahrungen mit der Zarenherrschaft. Zwischenzeitlich enttäuschte der Hitler-Stalin-Pakt die Bevölkerungen. Als die Wehrmacht in die neu formierten Grenzprovinzen der Sowjetunion vorrückte, wurden sie von der Mehrheit als Befreier begrüßt, was nicht zuletzt an dem Terror der Sowjetunion lag, der mit Massenverhaftungen und Massendeportation mehr als 500.000 Zivilisten betroffen hatte.

#### Sowjetunion
Die Verbrüderung war untersagt. Omer Bartov erinnert an eine Kampagne in der Wehrmacht, beispielsweise seitens der Division Großdeutschland, der 18. Panzer-Division oder der 12. Infanterie-Division, die Soldaten von einer „Fraternisierung“ mit russischen Frauen abzuhalten. Die Beziehungen waren untersagt, weil diese „rassisch minderwertig“ seien und daher „unwürdiger“ Umgang für einen deutschen Soldaten. Die Truppen wurden zur Ausübung stärkster Zurückhaltung angewiesen. Frauen wurden der Agentinnen- oder Partisaninnentätigkeit wegen verdächtigt.
Die deutschen Soldaten konnten kein Interesse an der Radikalisierung der Kämpfe haben, dem Postulat der Selbsterhaltung wegen: Wenn „Pardon“ gegeben wurde, war dies auch ein Signal an die Gegenseite. In Kampfhandlungen stellte sich der Umgang mit Frauen der Roten Armee als problematisch für die Soldaten dar, da diese „schwer gehemmt“ waren, ob der „Kategorien des soldatischen Männerbundes, in denen Frauen auf dem Schlachtfeld ganz einfach nicht vorkamen.“ Verbreitet war bei den Soldaten ein Gefühl der „Gleichgültigkeit“ gegenüber Gefangenen, was in Ausnahmen von guter bis schlechter Behandlung erschien. Die Suggerierung der deutschen Kriegspropaganda sorgte dafür, dass die Überläuferquote auffallend niedrig blieb, weil die „sowjetische Kriegsgefangenschaft schlimmer sei als der Tod“. Hitler und ebenso sein „Gegenspieler“ Stalin wollten nicht, „daß bei der Truppe an der Ostfront die falsche Meinung entstehe, als würden sie im Falle der Gefangenschaft von den Russen vertragsmäßig behandelt.“
Hitler vertrat zunächst die strikte Ansicht: „nur der Deutsche darf Waffen tragen, nicht der Slawe, nicht der Tscheche, nicht der Kossack [sic] oder der Ukrainer.“ Dem entgegen erwog Himmler die Rekrutierung und den Einsatz von Hilfstruppen aus ausgewählten Ethnien. Noch vor dem 6. Oktober 1941 kam es zum Einsatz unbewaffneter sowjetischer Kriegsgefangener in der Beschäftigung als beispielsweise Köche, Fahrer oder „Leib-Russen“ und danach zur Aufstellung von bewaffneten Freiwilligeneinheiten. Ab November formierten sich Pionier-Kompanien aus russischen Pionieren und Ukrainern. An die nicht-deutschen Kämpfer wurde die Aufgabe zur Partisanenbekämpfung im Hinterland übertragen. Es galt, dieselben Bedingungen wie für deutsche Soldaten zu schaffen, so die Befehlslage, was etwa bei der Speisung mit Truppenverpflegung ersichtlich wurde. Die „Freiwilligen“ bekamen einen Sold von 8 Rubel täglich, bei Verheirateten 10 Rubel, und sie waren als „mit der Waffe eingesetzte Landeseinwohner“ der deutschen Gerichtsbarkeit bei Straftaten unterstellt. Für Christian Hartmann stellt sich die Kollaboration als „eine Alternative zu den tödlichen Existenzbedingungen in den Lagern“ und daraus motivierte Handlung dar.

#### Ostgebiete (Beispiel Polen und Tschechoslowakei)

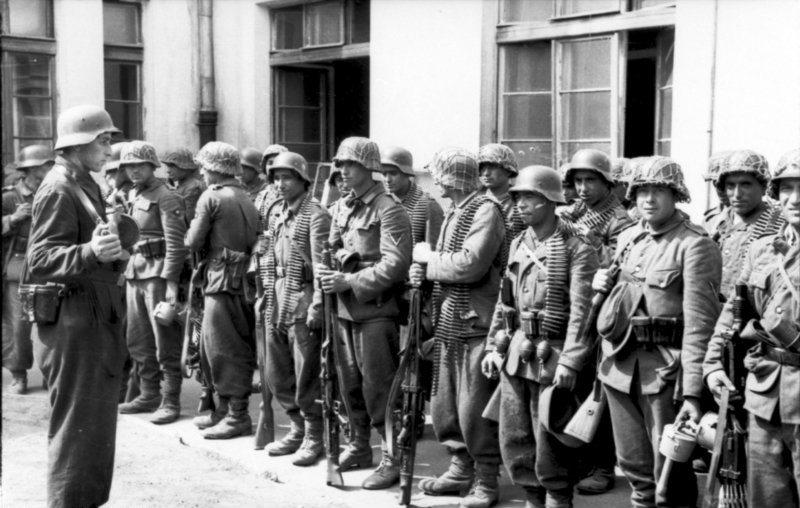
Soldaten des aserbaidschanischen Infanterie-Bataillons 111 während des Warschauer Aufstands

Die Gesellschafts- und Kulturpolitik im besetzten Polen zielte darauf ab, dessen polnischen Charakter zu vernichten, sie griff kontinuierlich in das Alltagsleben der gesamten Bevölkerung und in die zwischenmenschlichen Beziehungen ein und löste Veränderungen in den Einstellungen der polnischen Mehrheit zur deutschen Minderheit und deren Kultur aus. Polnische Eliten, die eine Zusammenarbeit mit den Besatzern eingingen, die man als Kollaboration bezeichnen könnte, gab es nur in Ausnahmefällen.
Verbrüderung gab es mit dem „Goralenvolk“, das den nationalsozialistischen Vorstellungen vom Überdauern germanischen Erbes in den südpolnischen Territorien entsprach und von einer kleinen Gruppe südpolnischer Publizisten von Volkstumspolitikern des Verbandes der »Goralen« geführt wurde. Ausführende Organe der Besatzungspolitik waren unter anderem die polnische Ordnungspolizei und der »Baudienst«. Von Ansätzen einer Koexistenz bis hin zur Kollaboration kann man insbesondere im Bereich der zugelassenen Presse, der Publizistik, des Theaters und des Musiklebens sprechen. Eine Reihe polnischer Schriftsteller trat in deutsche Dienste und arbeitete mit der NS-Kulturpolitik zusammen, da sie ihre Existenz damit sicherten oder auch antikommunistische Einstellung hatten.
Im Bereich „schmutziger“ Wirtschaftsinteressen kam es zu einem bislang wenig vermuteten Ausmaß an Kollaboration der polnischen Bürger mit den Besatzern. Besonders häufig waren auch Fälle, in denen Polen mit deutschen Behörden zusammenarbeiteten, um mit Nachbarn „abzurechnen“. Zwischen fünf und zehn Prozent betrug dieser Bevölkerungsanteil, der kleinen Geschäften oder „Unregelmäßigkeiten jeglicher Art“ mit den Besatzern nachging. Infolge des Vorwurfs der Kollaboration mit dem Feind kam es in Polen zu Todesurteilen und Hinrichtungen durch den polnischen Untergrundstaat. Seit Anfang 1939 warb das Deutsche Reich Fachkräfte aus dem Gebiet der ehemaligen Tschechoslowakei an. Bis Ende des Jahres kamen 52.000 freiwillige Arbeitskräfte. In Deutschland hielten sich während des Krieges ca. 110.000 polnische Fremdarbeiter auf.
Ungeachtet des Verbots sexueller Beziehungen zu Polinnen blieben diese nicht aus und führten oftmals zu ungewollten Schwangerschaften. Frauen die daraufhin abtrieben, was zwar generell strengstens bestraft wurde, wurden von dieser Regelung ausgenommen, da „kein Interesse daran [bestand], die Weitergabe polnischen Blutes zu schützen“, schrieb Himmler im März 1942. Der Geschlechtsverkehr zwischen Tschechen und Deutschen wurde ebenfalls verboten. Zudem wurden „Nicht-Eindeutschungsfähige“, die etwa deutschfeindliche Haltung zeigten, politisch oder kriminell bereits in Erscheinung getreten waren oder mit einer verheirateten Deutschen, insbesondere Soldatenfrau, intime Beziehungen eingingen, von der Staatspolizei in Konzentrationslager verbracht.

#### Ostgebiete (Beispiel Ukraine)

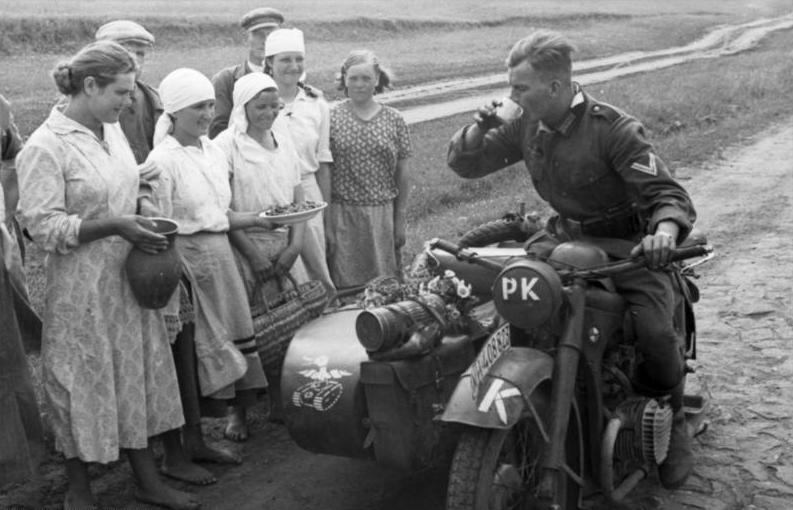
Soldat der Propagandakompanien wird von sowjetischen Frauen in der Ukraine bewirtet

Die Gebiete mit ukrainischer Bevölkerung wurden in einzelne Verwaltungsbezirke mit unterschiedlicher Herrschaftsausübung aufgeteilt. Galizien wurde ein Teil des Generalgouvernements, die Bukowina, Bessarabien, Transnistrien sowie das Gebiet zwischen Dnjestr und den südlichen Bug inklusive Odessa (als „Transnistria“ bezeichnet) rumänisch und schließlich wurde für den Rest ein eigenes Reichskommissariat Ukraine geschaffen, welches von Erich Koch gemeinsam mit Ostpreußen geführt wurde. Die östlichsten Gebiete, die frontnah waren, wurden vom deutschen Militär direkt verwaltet. Somit bedeutete dies, dass trotz prinzipieller Vereinigung aller Ukrainer, dies nicht unter einer gemeinsamen Herrschaftseinheit geschah.

### Situation in den durch die Sowjetunion besetzten Gebieten (vor dem deutschen Überfall auf die Sowjetunion)
Innerhalb weniger Tage besetzte die Rote Armee das sowjetische Teilungsgebiet Ende September 1939. Im Zuge der Annexion bis zum Kriegsausbruch zwischen dem Deutschen Reich und der Sowjetunion waren die West-Ukraine, West-Weißrussland und später das Wilna-Gebiet Ziel zahlreicher Verordnungen, welche die vollständige politische, wirtschaftliche und soziale Vereinigung der polnischen Gebiete mit der Sowjetunion bezweckten. Moskau erklärte das Vordringen der Roten Armee zu einem „Akt der Solidarität“. Offiziell zogen die Truppen als „Befreier ihrer ukrainischen und weißrussischen Brüder vom Joch der polnischen Pane“ ein. Im November 1939 war die Inkorporation Polens abgeschlossen, nachdem durch „Wahlen“ (22. Oktober 1939) die bestätigten Kandidaten im Vormonat beschlossen hatten, einen Antrag auf Aufnahme in die Sowjetunion zu stellen, dem stattgegeben wurde.
Auf den Zusammenbruch Polens reagierten Teile der ukrainischen, weißrussischen und jüdischen Bevölkerung zunächst gleichgültig oder erfreut, da sie bei der restriktiven Minderheitspolitik des polnischen Staats nur marginal in den Herrschaftsstrukturen vertreten waren. Dies geschah oft dort, wo Weißrussen und Ukrainer die Bevölkerungsmehrheit bildeten, wie in einigen östlichen Woiwodschaften. Ärmere Schichten befürworteten die Maßnahmen der Parzellierung größerer Ländereien reicher und wohlhabender Bauern. Während ein Teil der polnischen intellektuellen Elite verfolgt, inhaftiert und deportiert wurde, umschmeichelte der sowjetische Staat diejenigen, die kollaborierten. Ausmaß und Intensität der Kollaboration waren allerdings nicht einheitlich. Die ideologische Zusammenarbeit mit der UdSSR praktizierten von Anfang an die polnischen Kommunisten. Insbesondere von den Juden hieß es, sie hätten die Invasoren begrüßt und unterstützt. So zumindest verbreitete sich in der kollektiven Erinnerung der Polen das Stereotyp des „jüdischen Kommunismus, der in Wirklichkeit komplexer und verworren“ war.

### Situation in den durch die Alliierten besetzten Gebieten

#### Fraternisierungsverbot der Alliierten

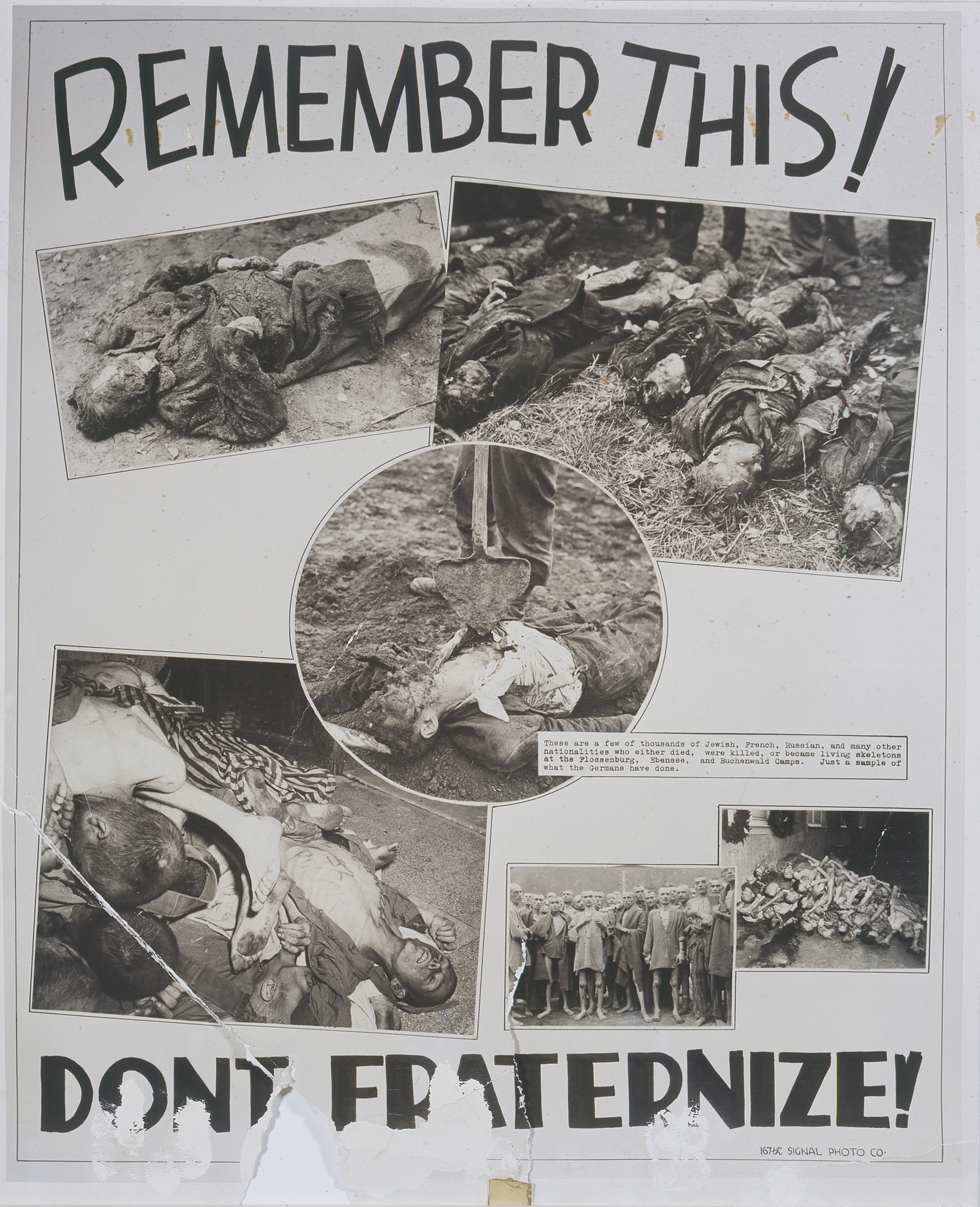
Fotocollage mit Bildern von Konzentrationslager-Opfern: Denke daran! Keine Fraternisierung! – eine Warnung vor der Verbrüderung mit dem Feind, veröffentlicht in The Tacoma Sunday News Tribune (Washington, 3. Juni 1945)

Als Fraternisierungsverbot wird der Erlass CCS 551 der westlichen Alliierten bezeichnet, in dem festgelegt wurde, dass „zwischen alliierten Truppen die Verbrüderung streng zu unterbinden ist mit deutschen Beamten und der Bevölkerung“. Diese Direktive galt ab dem 28. April 1944, die das Field Manual FM 27-5 erweiterte. Für Österreich galten abweichende Richtlinien in der Direktive CCS 551, die dem Appendix B nach geregelt waren mit der Einleitung: „Die politischen Ziele der Besatzung von Österreich weichen grundsätzlich ab von denjenigen des besetzten Deutschland, indem dem hauptsächlichen Zweck der Befreiung. u.s.w.“ Ersetzt wurde vorige durch die Direktive JCS 1067, die ab April 1945 die Grundzüge der US-amerikanischen Besatzungspolitik bestimmte, unter dem „Geist des Morgenthau-Plans“ mit der Motivation: „Deutschland wird nicht besetzt zum Zwecke der Befreiung, sondern als besiegte Feindnation.“
Zwei Jahre später entstand mit dem OMGUS-Gutachten eine neue Direktive JCS 1779, die der Militärregierung in Deutschland am 11. Juli 1947 vorgelegt wurde. Diese sah vor, den Gestaltungsspielraum für die amerikanischen Stellen in Deutschland zu vergrößern, und rückte damit Kooperation und Zusammenarbeit in den Vordergrund, im Gegensatz zur bis dahin praktizierten destruktiv gehaltenen „hands-off“ Besatzungspolitik.
Im September 1944 betraten erstmals alliierte Verbände deutschen Boden. Aachen wurde erobert, und der weitere Vormarsch war nur eine Frage der Zeit. Aus mehreren Gründen erwog deshalb die alliierte Truppenleitung das Verbot des Umgangs mit der deutschen Bevölkerung:
1. Widerstand: Weit verbreitet in den Stäben der Army war die Furcht vor Guerillaangriffen.[125] Es wurden deutsche Sabotageakte befürchtet und Untergrundbewegungen.[126]
2. Kriegsschuld/Umerziehung: Den Deutschen sollte die Lehre erteilt werden, dass sie alle am Krieg und seinen Verbrechen Schuld hätten; sie sollten sich dessen bewusst sein, dass die Amerikaner sie weiterhin als Feinde betrachteten.[126]
3. Heimat: Das erklärte amerikanische Kriegsziel, die Vernichtung des Nationalsozialismus, sollte im eigenen Land demonstriert und dadurch die Vorstellung vermieden werden, dass die Army nicht entschlossen genug vorgehe. Kurz nach Einmarsch der Truppen kam es aufgrund von Bildern in der Presse, die GIs abbildeten, die mit Deutschen fraternisiert hatten, zu Kritik.[127][126]
4. Politischer Grund: Franklin D. Roosevelt hatte „enorme Angst vor der öffentlichen Meinung in den U.S.A.“, da es „sehr extensive Handelsbeziehungen der amerikanischen Industrie mit Hitler“ gab.[128]

In dem Ausbildungsfilm No Fraternisation der US Army aus dem Jahr 1945 lauten die Warnungen und Ermahnungen:

„Deutschland scheint geschlagen. Du siehst Ruinen, du siehst Blumen, du siehst schöne Landschaften. Lass dich nicht verwirren; du bist in Feindesland. Sei auf der Hut, sei misstrauisch; jeder Deutsche kann eine Gefahr sein. Es darf keine Fraternisierung geben. Fraternisierung heißt: sich Freunde machen, aber die Deutschen sind nicht unsere Freunde. Sie können nicht kommen und ihre Hand ausstrecken und sagen: Es tut uns leid. Es tut ihnen nicht leid, dass sie den Krieg verursacht, sondern dass sie ihn verloren haben.“

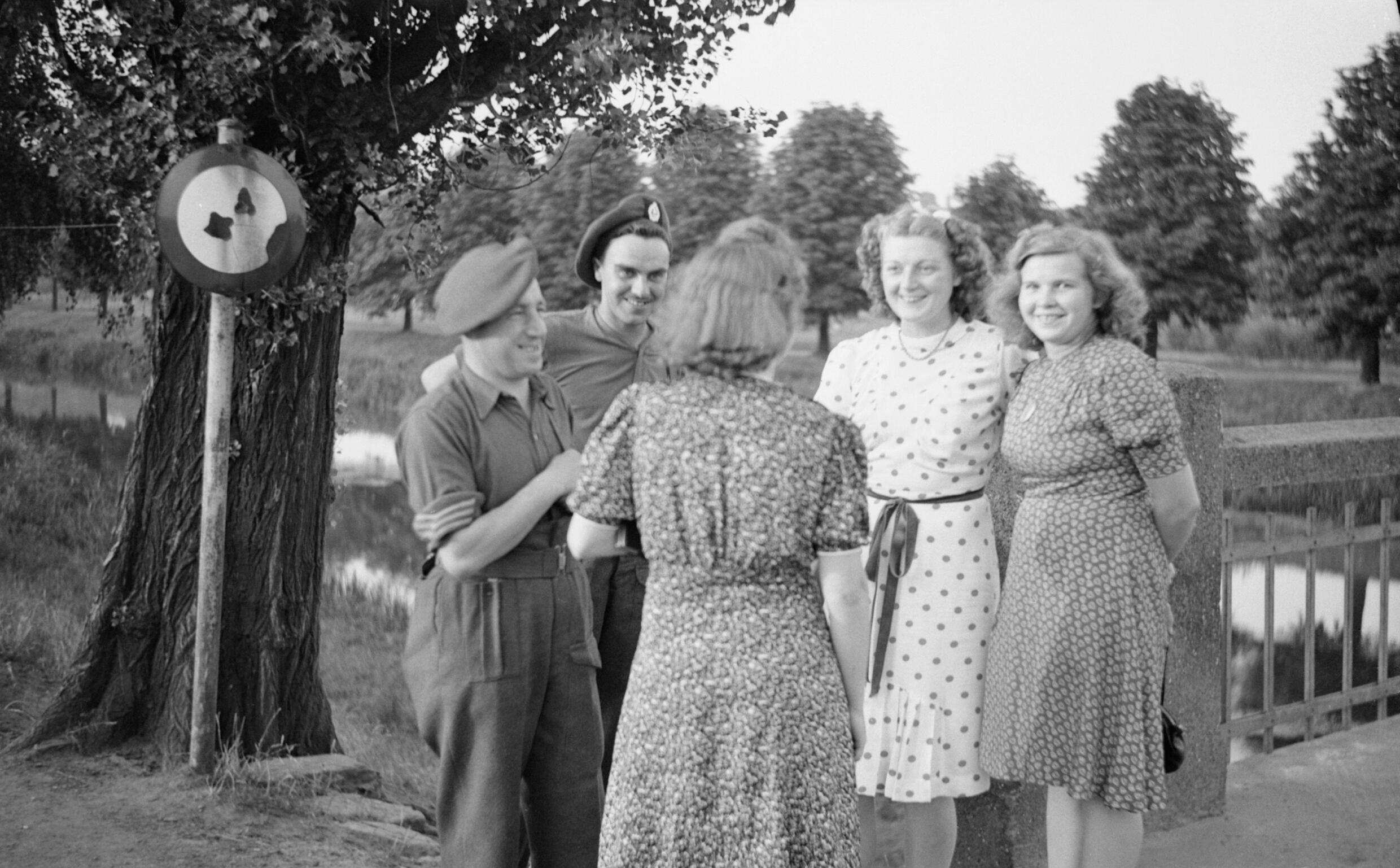
Fraternisierung britischer Soldaten, Juli 1945

Die Lockerung des Fraternisierungsverbotes erfolgte schrittweise, obwohl sich schon mit Beginn des Einrückens in Deutschland Übertritte mehrten. Zuerst wurde am 8. Juni 1945 das Verbot hinsichtlich Kindern eingeschränkt. Am 14. Juli wurde die Erlaubnis erteilt, „auf Straßen und Plätzen Unterhaltungen mit erwachsenen Deutschen zu führen“. Auslegungen der Civil Affairs Division umgingen das formal bestehende Verbot, die auch der Militärgouverneur Patton kurz darauf anwendete. Endgültig außer Kraft gesetzt wurde der Nicht-Fraternisierungsbefehl am 1. Oktober 1945.

#### Fraternisierung mit Amerikanern
Die allermeisten Deutschen hielten sich an die Vorschriften der amerikanischen Besatzungsmacht. Nach wenigen Wochen bemerkte die Militärregierung Zeichen einer Art von Normalisierung des Lebens, im Gegensatz zu den Befürchtungen von Sabotageakten. Erste Zusammenarbeit Ende 1944 ergab sich bei der Wiedererrichtung von Brücken, der Reparatur von Wasserleitungen und der Instandsetzung des Stromnetzes.
Die einfachen amerikanischen Soldaten verhielten sich den Beobachtungen Murphys nach nicht befehlsgemäß. Der „No-Fraternisation“-Anordnung zum Trotz verteilten die GIs Süßigkeiten an Kinder. Durch die Kinder kamen sie in Kontakt mit den Eltern, woraus sich eine „freundliche“ Beziehung entwickelte. Der Chefredakteur von The Stars and Stripes, Arthur Goodfriend, schätzte die GIs folgendermaßen ein:
„Die Natur des amerikanischen Soldaten ist so beschaffen, dass er dazu neigt, in seiner Behandlung anderer Leute, ob Freund oder Feind, freundlich und generös zu sein. Genau die Faktoren, die, wie wir doch gerne denken, einen Amerikaner zum Amerikaner machen – das Prinzip der Fairness, Anständigkeit und die in dem Satz ‚Gib einem Mann keinen Stoß, wenn er am Boden liegt‘ ausgedrückte Idee –, wirken dem Erfolg des Nicht-Fraternisierungs-Befehls entgegen. Tatsächlich geht die Tendenz dahin, den Gegner vom Boden aufzuheben, ihn in seine Ecke zu tragen, ihm den Staub abzuwischen und in bester sportlicher Tradition seine Hand zu schütteln.“
Laut einem Kommandeur, den Goodfriend in Aachen sprach, seien die Soldaten überfreundlich und alle Ermahnungen fruchteten nicht. Die Umsetzung des Befehls stellte indirekt eine Behinderung der Detachments der Militärregierung dar und war eine „Gefährdung“ des dienstlichen Auftrags, weil die Zurschaustellung „der Verachtung der Welt“ ohne persönliche Gesten die Zusammenarbeit mit deutschen Beamten, Ärzten, Handwerkern oder Managern behinderte und so dem Auftrag, die Verhältnisse hinter den eigenen Linien zu ordnen, entgegenstand. Daher fanden die meisten amerikanischen Offiziere zu pragmatischen Umgangsformen.
Die Verbrüderung der amerikanischen Besatzungssoldaten mit den „Töchtern des Landes“ begann mit dem Tag des Einmarsches. Maßgebend war die private Abenteuerlust und das Bedürfnis nach Zerstreuung, Zärtlichkeit und sexuellem Abenteuer. Auch die propagandistische Darstellung der „gefährlichen Nazi-Heldin“ bestätigte sich nicht. Neben dem gewöhnlichen Soldaten betraf dies auch Offiziere. Letztere gingen damit ein hohes Risiko der Bestrafung ein. Frauen und Mädchen, die sich mit Amerikanern einließen, wurden mit dem weit verbreiteten Topos „Ami-Liebchen“ bezeichnet. Weitere Bezeichnung für diese Frauen waren „GI-Liebchen“, „Dollarflitscherl“, „Gold Diggers“, „Amischickse“, „Salzach-Geishas“ und „Schokoladenmädchen“. Allerdings unterhielt die große Mehrzahl der Frauen und Mädchen keine Beziehung zu den Soldaten, da bei Durchzug der Truppen kaum Zeit war, Ehefrauen und Verlobte auf ihre Männer hofften und die Nachbarn und Angehörigen Druck durch soziale Kontrolle ausübten. Diese Frauen wurden im Gegensatz zur negativ besetzten Figur des „Ami-Liebchens“ als positiv bewertete „Trümmerfrauen“ charakterisiert. Mit Flugblättern und Plakaten richtete sich ein Teil der deutschen Bevölkerung, unter anderem entlassene Soldaten, gegen die treulosen Mädchen, was etwa im Spottvers aus dem Raum Heilbronn die Haltung wie folgt zeigt: „Jedes Ami-Hürle hot a Armbandührle, aber unseroiner – der hot nix!“ Andere Gründe der Verbrüderung, die keine Einzelfälle waren, waren Gegenstände, welche die GIs eigentlich nicht besitzen sollten und deshalb bei Deutschen unterbrachten. Auch gemeinsame Hobbys wie etwa die Jagd führten zur Verbrüderung zwischen Deutschen und amerikanischen Truppen während der Besatzungszeit.

Ein weiterer Grund für den Versuch, engere Beziehungen zwischen amerikanischen Besatzungssoldaten und deutschen Frauen zu unterbinden, war die Furcht vor einer unkontrollierten Ausbreitung von Geschlechtskrankheiten. Man versuchte, durch Broschüren und Plakataktionen das Risikobewusstsein der Soldaten zu stärken, allerdings mit mäßigem Erfolg. Immerhin wurde „Veronika Dankeschön“ – in Anlehnung an VD, die englische Abkürzung für venereal disease, „Geschlechtskrankheit“ – als Bezeichnung für deutsche „Fräuleins“ zu einem geläufigen Wortspiel.
Das Heiratsverbot für Soldaten der U.S. Army in Deutschland wurde offiziell erst Mitte Dezember 1946 aufgehoben, während in der amerikanischen Besatzungszone (in Württemberg und Baden) wöchentlich bereits etwa fünfzig uneheliche „Besatzungskinder“ geboren wurden. Bis 1949 kam es allein im deutsch-amerikanischen Besatzungsgebiet bereits zu geschätzten 10.000 bis 15.000 sogenannten Fraternisationen mit einer deutschen Braut. Andere Quellen schätzen die Zahl der Eheschließungen auf 33.000. Nach Davis wurden in dieser Zeit von 1945 bis 1949 zwischen 20.000 und 30.000 „Besatzungskinder“ geboren worden.
Eine besondere Lage ergab sich für die Kinder aus Beziehungen mit schwarzen GIs. In den Akten der Jugendämter findet sich protokolliert, dass manche Frauen untertauchten und ihre Säuglinge beim Vermieter oder Nachbarn zurückließen, in der Hoffnung, auf diese Weise der Schande eines „Negermischlings“ zu entgehen. Nach Anette Brauerhoch ist für Deutschland „in der Öffentlichkeit erstaunendes Festhalten der Frauen an ihren Kindern“ festzustellen. Die Nachkriegsstudie von 1949 sowie die von 1954 bestätigen den Umstand, „dass im Vergleich zu anderen Ländern, wie England und Japan, ausgerechnet die deutschen Mütter schwarzer Kinder am wenigsten bereit oder bestrebt waren, sie adoptieren zu lassen oder in ein Heim zu geben“. Auf amerikanische Initiative hin entstanden Kinderheime für schwarze Besatzungskinder, die von Müttern verstoßen wurden.

#### Fraternisierung mit Sowjetsoldaten
Schon während des Zweiten Weltkrieges und unter den ablehnenden Erfahrungen im besetzten Polen bis zum Unternehmen Barbarossa leitete die Führung der Sowjetunion auf Propagandaebene einen Wechsel ein. Zur Erfindung der Freundschaft wurden von im Moskauer Exil lebenden polnischen und deutschen Kommunisten Planungen für die eigene Heimat angestellt. Stalin suchte schon zu Beginn der 1940er Jahre nach einer Besserung des Images. Demnach veranlasste er Schritte zur Auflösung der Komintern im Mai 1943, da vor allem im Ausland der Vorwurf der Fremdsteuerung durch Moskau auf den kommunistischen Parteien lag. Die Propaganda erschuf hierfür zur Beeinflussung der Öffentlichkeit die Rhetorik der „Nationalen Front“ gegen den Faschismus, zu der man von der „Einheits-“ über die „Volksfront“ gelangt war. Eingewirkt werden sollte neben den Wehrmachtsoldaten an der Front und der deutschen Öffentlichkeit auch auf die Kriegsgefangenen. Bereits während des Krieges wurden in der UdSSR Anstrengungen zur Umerziehung der deutschen Gefangenen durch den NKWD unternommen. Ziel war neben der Entnazifizierung die Gewinnung neuer Kader für den Wiederaufbau und die Administration. Die zentrale Antifaschule befand sich bis Ende der vierziger Jahre bei Moskau in Krasnogorsk, in der zahlreiche Absolventen geschult wurden und nach ihrer Rückkehr in Deutschland in die Dienste des SED-Propagandaapparates traten.
Die anfangs eingesetzten militärischen Kommandanten der Roten Armee fungierten eine Zeitlang als einzige Ordnungsmacht. Sie übernahmen alle ökonomischen, administrativen und politischen Funktionen. Ihre fast unbeschränkte Gewalt sowie das Fehlen gedruckter und damit verbindlicher Anordnungen führten zu Verwaltungswillkür. Am 5. Juni 1945 übernahmen die sowjetischen Truppen formal-rechtlich die Regierungsgewalt in der Sowjetischen Besatzungszone. Zur weiteren Verwaltung wurde die SMAD gebildet. Die Mitarbeiter der SMAD-Behörde vermieden jedwede öffentliche Fraternisierung mit den Deutschen. Diese hätte für die eigene Karriere eine Belastung bedeutet; schließlich galten in der von stalinscher Politik geprägten Heimat alle Kontakte mit westlicher Lebensweise grundsätzlich als strafwürdig.
Die von der SED in der Gründungsphase erzielten Wahlergebnisse vom 20. Oktober 1946 zeigen eine Zustimmung zwischen 43,5 und 49,1 %, was allerdings durch die Vereinigung von KPD und SPD in die SED das Bild verfremdet, denn in Berlin erreichte die SPD alleinstehend 48,7 % und deplatzierte die KPD mit 19,8 %. Diese Ergebnisse verdeutlichen die sozialistische Grundstimmung, jedoch auch die mehrheitliche ablehnende Haltung zur SED und hineinprojiziert dem Besatzer Sowjetunion gegenüber.